# Bella Achmadulinová
Bella (Isabella) Achatovna Achmadulina (10. dubna 1937, Moskva – 29. listopadu 2010, Peredělkino) byla ruská básnířka, spisovatelka, překladatelka, jeden z největších ruských lyrických básníků druhé poloviny 20. století. Členka Svazu ruských spisovatelů, Společnosti přátel muzea výtvarného umění A. S. Puškina, čestná členka Americké akademie umění a literatury, laureátka státní ceny Ruské federace a státní ceny SSSR.

## Rodina
Bella Achmadulina se narodila 10. dubna 1937 v Moskvě. Její otec jménem Achat Valejevič Achmadulin (1902–1979) byl etnický Tatar, komsomolský a stranický pracovník. Během Velké Vlastenecké války byl major, zástupce velitele pro politické záležitosti, 31. samostatného protiletadlového dělostřeleckého praporu, později hlavní vedoucí představitel Státního celního výboru SSSR (vedoucí personálního oddělení, místopředseda). Matka se jmenovala Naděžda Makarovna Lazareva a pracovala jako překladatelka v KGB a byla neteří italského revolucionáře Alexandra Stopaniho.

## Biografie
Bella začala psát poezii ještě ve školních letech, někdy kolem patnáctého roku života. V roce 1957 byla zkritizována v Komsomolské pravdě. Ukončila studium literárního institutu v roce 1960. Byla vyloučena z ústavu za to, že odmítla podporovat štvanici na Borise Pasternaka (oficiálně však za neúspěšnou zkoušku v marxismu-leninismu)
V roce 1959 ve věku 22 let Achmadulina napsala jednu z nejznámějších básní Na mé ulici toho roku ... V roce 1975 hudební skladatel Mikael Tariverdiev tyto básně zhudebnil a tato romance pak zazněla z úst Ally Pugačové ve filmu E. Rjazanova Ironie osudu aneb Rozhodně správná koupel.
V roce 1964 si zahrála roli novinářky ve filmu Vasilije Šuškina. Žije takový chlapík. Film obdržel Zlatého lva na filmovém festivalu v Benátkách. V roce 1970 se na obrazovce objevila Achmadulina ještě ve filmu Sport, Sport, Sport.
Její první sbírka básní Struna se objevila v roce 1962. V roce 1977 byla vydána její básnická sbírka Třesavka (1970), Lekce hudby (1975), Bouře (1977), a Svíčka (1977) (Státní cena SSSR, 1989). Poezie Achmaduliny se vyznačuje napjatou lyričností, zdokonalením forem, zřejmými přesmyčkami a poetickou tradicí minulosti. V sedmdesátých letech minulého století navštívila Gruzii a od té doby se tato země dostala prominentní místo v její tvorbě. Achmadulina překládala řadu gruzínských autorů, N. Baratašviliho, G. Tabidze, I. Abašidze a další.
V roce 1979 se Achmadulina podílela na tvorbě necenzurovaného literárního almanachu „MetrOpol“. Achmadulina opakovaně vyjádřila podporu sovětským disidentům, Andreji Sacharovovi, Levovi Kopelevovi, Georgiovi Vladimirovovi, či Vladimíru Vojnovičovi. Její výroky na jejich obranu byly nesčetněkrát zařazeny do článků The New York Times, nebo do vysílání na Rádiu Svobodná Evropa a Hlas Ameriky.
Účastnila se mnoha světových festivalů poezie, včetně Mezinárodního festivalu poezie v Kuala Lumpur. V roce 1993 podepsala Dopis čtyřiceti dvou, který podpořil Jelcina po jeho násilném dobytí budovy parlamentu a varoval před návratem rudého nebo hnědého nebezpečí. V roce 2001 podepsala dopis na podporu televizního kanálu NTV.
Achmadulina také napsala vlastní vzpomínky na její současníky v poezii, stejně jako eseje o Alexandru Puškinovi a M. J Lermontovovi.
V posledních letech svého života byla Bella Achmadulina vážně nemocná, téměř nic neviděla a už nic nepsala. Bella Akhmadulina zemřela 29. listopadu 2010 ve svých 74 letech na svém venkovském sídle v Peredelkinu. Podle manžela básníka Borise Messerera byla smrt způsobena kardiovaskulárním selháním. Rozloučení s Bellou Achmadulinou se uskutečnilo 3. prosince 2010 v Ústředním domě spisovatelů v Moskvě. Téhož dne byla pohřbena na novoděvickém hřbitově. Tehdejší prezident Ruské federace D. A. Medveděv vyjádřil formální soustrast příbuzným a přátelům této básnířky. Současný prezident V. V. Putin 9. února 2013 při projevu na prvním kongresu rodičů vyzval k tomu, aby poezie Achmaduliny byla začleněna do povinných školních učebních osnov žáků v Ruské federaci.

## Charakteristika tvorby
Poezie byla pro Achmadulinu sebeotevření, setkání vnitřního světa básníka se světem moderních (magnetofon, letadla, semafor) a tradičních (svíčky, dům přítele) věcí. Pro její poezii může vše, jakákoliv, byť nepatrná, věc, sloužit jako podnět, inspirovat odvážnou fantazii, zrodit odvážné obrazy, fantastické, nadčasové události; všechno se může stát duchovním, symbolickým, jako všechny přírodní jevy (Příběh deště, 1964). Achmadulina rozšiřuje slovní zásobu a syntax, využívá archaické elementy jazyka, které se proplétají s moderním mluveným jazykem. Odcizené použití jednotlivých slov jim vrací v kontextu původního významu. Její básně nejsou statické, ba naopak dynamika určuje rytmus jejich básní. Zpočátku byl podíl neobvyklých jevů v poezii Achmaduliny ve srovnání s většinou ruských básní v té době značně velký, ale časem se její poezie stala jednodušší a více epickou. Odlišnou je především v práci s rýmem, jen je vždy nečekaný, neopakující se, téměř nezastoupen u jiných básníků.

## Literární cena pro mladé básníky
V květnu 2012, na památku Achmaduliny a vzhledem k jejím italským kořenům z iniciativy Borise Messerera, byla založena literární rusko-italská cena „Bella“ pro mladé básníky ve věku od 18 do 35 let. Cena je udělována za básně v ruštině a italštině, stejně jako v nominaci „Literárně kritická nebo biografická esej o současné básni“. Jedinečnost ocenění spočívá v tom, že ji nemůžete získat za sborník básní, ale za samostatnou báseň nebo poetickou práci. Porota seskládá ze dvou národností: ruské a italské. Odměna pro vítěze je 3000 eur. Slavnostní předávání cen se koná každoročně v Rusku a v Itálii v dubnu–tj. v měsíci narození Achmaduliny.

## Překlady do češtiny
- Struna. Překlad Václav Daněk. Svět sovětů 1966
- Můj rodokmen. Překlad Václav Daněk. Dilia 1978
- Stopy v krvi. Překlad Václav Daněk. Odeon 1979
- Probdívání. Překlad Václav Daněk. Odeon 1990